# Саб-Зіро
Саб-Зіро (англ. Sub-Zero) — вигаданий персонаж серії відеоігор жанру файтинг Mortal Kombat, розробленої Midway Games та NetherRealm Studios, дебютував в Mortal Kombat II. Воїн з клану Лін Квей (китай. 林魁, піньїнь. Lín Kúi), має здатність керувати льодом. Єдиний персонаж котрий з'являється в усіх голових іграх серії Мортал Комбат, будучи протагоністом власного спін-оффу Mortal Kombat Mythologies: Sub-Zero, що вийшла в 1997 році.
Зараз в грі Мортал Комбат 1 він є мейном таких гравців як:WhatTheFlame,JustSektor та Shodan.Також цей персонаж є дуже слабким,викликає депресію у гравців та потребує серйозних бафів.

## Історія
Старший з двох братів Саб-Зіро, на ім'я Бі-Хань був введений в першу гру Mortal Kombat, де він бере участь у турнірі «Смертельна битва». Йому було наказано Грандмастером клану Лін Куей вбити господаря турніру Шан Цунга⁣ і забрати його скарб, але він не виконав свою місію, і був убитий привидом Скорпіона, який прагнув помститися за свою смерть. Бі-Хань стає нежиттю на ім'я Нуб Сайбот.
У прямому продовженні Mortal Kombat II, місце Бі-Ханя займає його брат Куай Лян. Після смерті брата на першому турнірі, Лін Куей посилають Куай Ляна, щоб виконати незавершене завдання — вбити Шан Цзуна.
У Mortal Kombat 3 молодший Саб-Зіро тікає від Лін Куей, які хотіли перетворити своїх воїнів в кіборгів. Три кіборги вбивці були запрограмовані, щоб знайти та знищити Саб-Зіро, який до цього часу отримав бачення від Райдена і погодився приєднатися до повстання проти нової загрози.
На додаток до поточного Саб-Зіро, Ultimate Mortal Kombat 3 і Mortal Kombat Trilogy включають грабельного персонажа, відомого як Класичний Саб-Зіро. Його біографія стверджує, що, хоча він, як вважали, помер після першого Mortal Kombat, але все-таки повернувся, щоб спробувати знову вбити Шан Цунга. Проте, його закінчення стверджує, що він не оригінальний Саб-Зіро, а невідомий воїн, який був відсутній у попередньому турнірі.
У Mortal Kombat Mythologies: Sub-Zero, яка служить приквелом до першої гри Mortal Kombat, чаклун Куан Чі, скориставшись послугами Лін Куей, наймає Саб-Зіро, щоб знайти стародавній амулет. За допомогою Саб-Зіро діставши амулет Куан Чи відправляється назад в Преісподюю, а Саб-Зіро дізнається від Райдена, що це був ключ до звільнення Шиннока. У фінальному протистоянні Саб-Зіро вдається зірвати з шиї Шіннока амулет. Потім Саб-Зіро повертає його Райдену.

## Спеціальні прийоми та добивання

### Прийоми
- Замороження — класичний прийом. Він кидає кулю з льоду, який заморожує супротивника. (UMK3, MKT)
- Крижана калюжа — Саб-Зіро заморожує невелику ділянку підлоги. Якщо противник наступить на крижану калюжу, то він буде якийсь час ковзати, і відкритий для ударів. (UMK3, MKT)
- Підкат — класичний прийом. Він ковзає по підлозі та збиває супротивника з ніг. (UMK3, MKT)
- Крижаний дощ — Саб-Зіро кидає заморозку вертикально вгору. Через секунду вона падає на противника. У цього прийому є три різних комбінації, які дозволяють кидати заморозку перед ворогом, за ворогом, або безпосередньо на противника. (MKT (версія для N64))
- Крижаний клон — класичний прийом, Саб-Зіро створює крижану статую. Якщо противник доторкнеться до неї, то він виявиться заморожений. (MKT (версія для N64))

### Fatality
- Відривання голови — Вириває голову супротивника разом з хребтом. Перед тим, як Саб-Зіро відірве голову ворогові, екран гасне. (UMK3, MKT)
- Сталагміт — Підкидає противника вгору аперкотом і поки той перебуває в повітрі, створює величезний крижаний шип, на який падає супротивник. (MKT)